# 聖羅薩區 (羅德里格斯德門多薩省)
6°22′01″S 77°25′01″W / 6.36694°S 77.41694°W
聖羅薩區（西班牙語：Distrito de Santa Rosa），是秘魯的一個區，位於該國北部亞馬遜大區的羅德里格斯德門多薩省，始建於1875年2月5日，面積34.1平方公里，海拔高度1,780米，2005年人口639，人口密度每平方公里19人。